# Јуџин Вигнер
Јуџин Пол Вигнер (мађ. Wigner Jenő Pál, енгл. Eugene Paul Wigner; Будимпешта, 17. новембар 1902 — Принстон, 1. јануар 1995) био је мађарско-амерички теоријски физичар, инжењер и математичар, који је 1963. године добио Нобелову награду за физику „за допринос теорији атомског језгра и елементарних честица, посебно за откриће и примену основних принципа симетрије”.

## Рани живот
Вигнер Јено Пал је рођен у Будимпешти, Аустроугарска, 17. новембра 1902. године, од родитеља Јевреја средње класе, Елизабет (Ајнхорн) и Ентонија Вигнера, кожара. Имао је старију сестру Берту, познату као Бири, и млађу сестру Маргит, познату као Манци, која се касније удала за британског теоретског физичара Пола Дирака. До 9. године, када је у трећем разреду кренуо у школу, школовао га је стручни учитељ. Током овог периода, Вигнер је развио интересовање за математичке проблеме. Са 11 година, Вигнер је оболео од онога што су његови лекари веровали да је туберкулоза. Родитељи су га послали да живи шест недеља у санаторијуму у аустријским планинама, пре него што су лекари закључили да је дијагноза погрешна.
Вигнерова породица је била јеврејска, али не и верски посвећена, а његова бар-мицва је била секуларна. Од 1915. до 1919. учио је у средњој гимназији Фасори Евангеликус, школи коју је својевремено похађао његов отац. Веронаука је била обавезна, а он је похађао часове јудаизма које је предавао рабин. Један од његових колега студената је био Јанош фон Нојман, који је био годину дана иза Вигнера. Обоје су имали користи од инструкција познатог наставника математике Ласла Раца. Године 1919, да би побегли од комунистичког режима Беле Куна, породица Вигнер је накратко побегла у Аустрију, враћајући се у Мађарску након Куновог пада. Делимично као реакција на истакнутост Јевреја у Куновом режиму, породица је прешла у лутеранизам. Вигнер је касније у животу објаснио да његова породична одлука да пређе у лутеранство „није била у срцу верска одлука, већ антикомунистичка”. Што се тиче религије, Вигнер је био атеиста.
Након што је 1920. завршио средњу школу, Вигнер се уписао на Универзитет техничких наука у Будимпешти, познат као Műegyetem. Није био задовољан понуђеним курсевима, те се 1921. уписао на Technische Hochschule Berlin (данас Технички универзитет у Берлину), где је студирао хемијско инжењерство. Такође је присуствовао поподневним колоквијумима Немачког физичког друштва у среду. На овим колоквијима су учествовали водећи истраживачи укључујући Макса Планка, Макса фон Лауеа, Рудолфа Ладенбурга, Вернера Хајзенберга, Валтера Нернста, Волфганга Паулија и Алберта Ајнштајна. Вигнер је такође упознао физичара Леа Силарда, који је одмах постао Вигнеров најближи пријатељ. Треће искуство у Берлину је било формативно. Вигнер је радио на Институту за физичку хемију и електрохемију Кајзер Вилхелм (сада Институт Фриц Хабер), и тамо је упознао Михаела Поланија, који је после Ласла Раца постао Вигнеров највећи учитељ. Полани је надгледао Вигнерову докторску тезу Bildung und Zerfall von Molekülen („Формирање и распад молекула“).

## Средње године
Вигнер се вратио у Будимпешту, где је отишао да ради у очевој кожари, али је 1926. прихватио понуду Карла Вајсенберга на Институту Кајзер Вилхелм у Берлину. Вајсенберг је желео да му неко помогне у раду на рендгенској кристалографији, а Полањи је препоручио Вигнера. Након шест месеци као Вајсенбергов помоћник, Вигнер је на два семестра отишао да ради за Ричарда Бекера. Вигнер је истраживао квантну механику, проучавајући рад Ервина Шредингера. Такође се бавио теоријом група Фердинанда Фробенијуса и Едуарда Ритера фон Вебера.
Вигнер је добио молбу од Арнолда Сомерфелда да ради на Универзитету у Гетингену као асистент великог математичара Давида Хилберта. Ово се показало као разочарање, јер су способности остарелог Хилберта опадале, и његова интересовања су се померила на логику. Вигнер је ипак студирао самостално. Он је поставио је темеље за теорију симетрија у квантној механици и 1927. увео оно што је данас познато као Вигнерова Д-матрица. Вигнер и Херман Вајл су били одговорни за увођење теорије група у квантну механику. Овај последњи је написао стандардни текст, Теорија група и квантна механика (1928), али то није било лако разумети, посебно млађим физичарима. Вигнерова Теорија група и њена примена на квантну механику атомских спектра (1931) учинила је теорију група доступном широј публици.
У овим радовима, Вигнер је поставио темеље за теорију симетрија у квантној механици. Вигнерова теорема коју је Вигнер доказао 1931. је камен темељац математичке формулације квантне механике. Теорема одређује како су физичке симетрије као што су ротације, транслације и ЦПТ симетрија представљене на Хилбертовом простору стања. Према теореми, свака трансформација симетрије је представљена линеарном и унитарном или антилинеарном и антиунитарном трансформацијом Хилбертовог простора. Репрезентација групе симетрије на Хилбертовом простору је или обична репрезентација или пројективна репрезентација.
Крајем 1930-их, Вигнер је проширио своја истраживања на атомска језгра. До 1929, његови радови су привукли пажњу у свету физике. Године 1930, Универзитет Принстон је регрутовао Вигнера за једногодишње предавање, са 7 пута већом платом од оне коју је примао у Европи. Принстон је у исто време регрутовао фон Нојмана. Јено Пал Вигнер и Јанос вон Неуманн су сарађивали на три заједничка рада 1928. и два 1929. Своја имена су англизовали у „Eugene“ и „John“. Када је њихова година истекла, Принстон је понудио петогодишњи уговор као гостујући професор на пола године. Немачки Технички универзитет је одговорио са наставним задатком за другу половину године. Ово је било веома благовремено, пошто су нацисти убрзо дошли на власт у Немачкој. На Принстону 1934, Вигнер је упознао своју сестру Манци са физичаром Полом Дираком, за кога се удала.
Принстон није поново ангажовао Вигнера када му је истекао уговор 1936. године. Преко Грегорија Брајта, Вигнер је нашао ново запослење на Универзитету у Висконсину. Тамо је упознао своју прву жену, Амелију Франк, која је тамо била студент физике. Међутим, она је неочекивано умрла 1937. године, остављајући Вигнера избезумљеног. Стога је прихватио понуду из 1938. са Принстона да се тамо врати. Вигнер је постао натурализовани држављанин Сједињених Држава 8. јануара 1937. и довео је своје родитеље у Сједињене Државе.

## Публикације
- 1958 (with Alvin M. Weinberg). Physical Theory of Neutron Chain Reactors. University of Chicago Press. ISBN 0-226-88517-8..
- Group Theory and its Application to the Quantum Mechanics of Atomic Spectra. New York: Academic Press. 1959.. Translation by J. J. Griffin of 1931, Gruppentheorie und ihre Anwendungen auf die Quantenmechanik der Atomspektren, Vieweg Verlag, Braunschweig.
- Symmetries and Reflections: Scientific Essays. Indiana University Press. 1970. ISBN 0-262-73021-9., Bloomington
- 1992 (as told to Andrew Szanton). The Recollections of Eugene P. Wigner. ISBN 0-306-44326-0.. Plenum.
- 1995 (with Jagdish Mehra and Arthur Wightman, eds.). Philosophical Reflections and Syntheses. ISBN 3-540-63372-3.. Springer, Berlin